# Bryx dunckeri
Bryx dunckeri es una especie de pez de la familia Syngnathidae en el orden de los Syngnathiformes.

## Reproducción
Es ovovivíparo y el macho transporta los huevos en una bolsa ventral, la cual se encuentra debajo de la cola.

## Morfología
- Los machos pueden alcanzar los 7,5 cm de longitud total.

## Hábitat
Es un pez  de mar y de clima tropical.

## Distribución geográfica
Se encuentra desde el Canadá hasta Carolina del Norte (Estados Unidos), Bermuda, las Indias Occidentales, el norte de Sudamérica y las Pequeñas Antillas. <